# Avicularia rufa
Avicularia rufa är en spindelart som beskrevs av Rita Delia Schiapelli och Gerschman 1945. Avicularia rufa ingår i släktet Avicularia och familjen fågelspindlar. Inga underarter finns listade.